# سمورچه دم‌سرخ

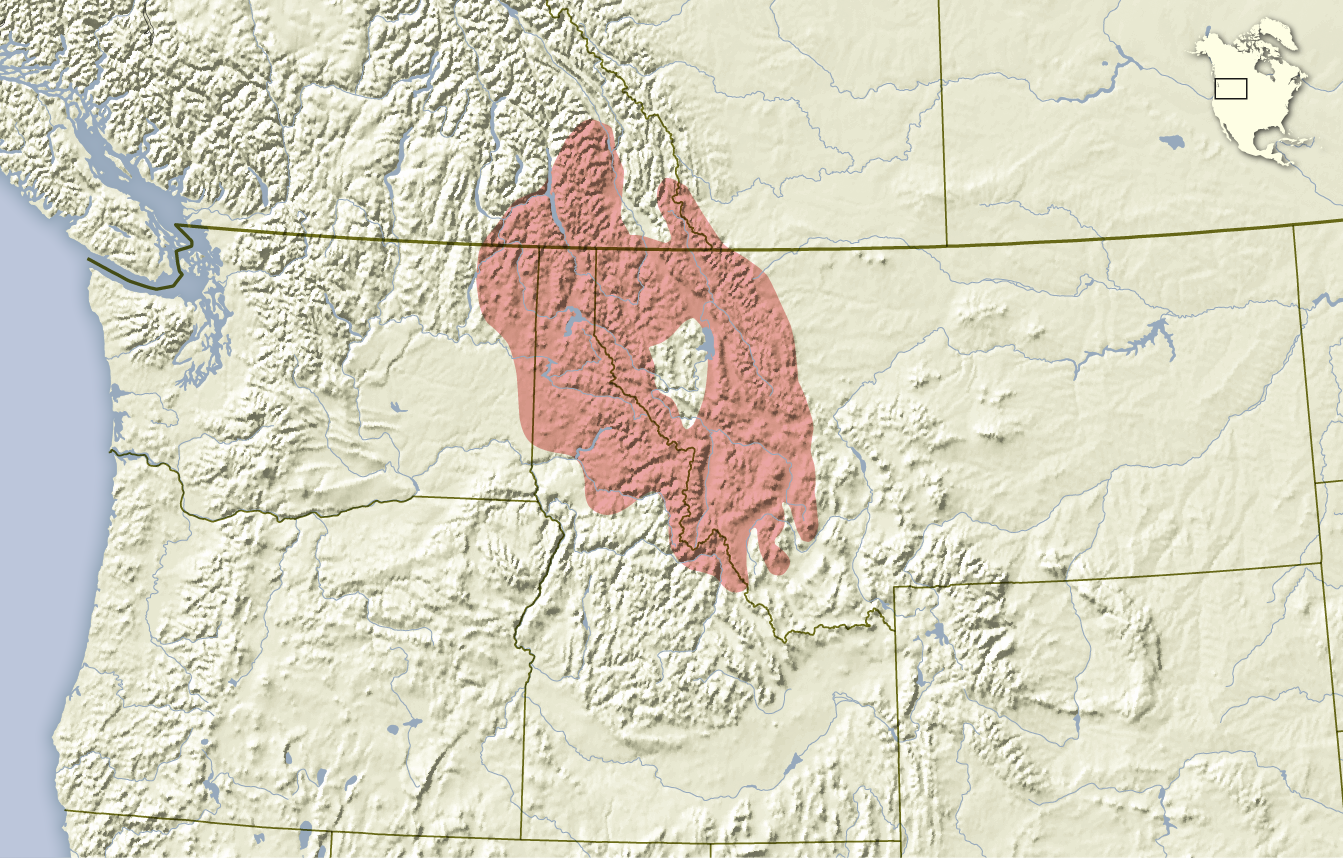

سمورچه دم‌سرخ (نام علمی: Neotamias ruficaudus) نام یک گونه از سرده سمورچه غربی است.